# Eriosyce odieri
Eriosyce odieri ist eine Pflanzenart in der Gattung Eriosyce aus der Familie der Kakteengewächse (Cactaceae). Das Artepitheton odieri ehrt den französischen Bankier und Pflanzenliebhaber Jacques-Antoine „James“ Odier (1798–1864).

## Beschreibung
Eriosyce odieri wächst geophytisch mit etwas kugelförmigen bis kugelförmigen, bräunlichen bis fast grauen Trieben und erreicht Durchmesser von 2 bis 6 Zentimeter. Die Wurzel ist eine konische Pfahlwurzel. Die Rippen sind vollständig in Höcker gegliedert. Die darauf befindlichen Areolen sind etwas eingesunken. Die unterschiedlich dicken, 2 bis 5 Millimeter langen Dornen liegen an der Trieboberfläche an. Sie sind mehrheitlich als Randdornen ausgeprägt, manchmal sind auch Mitteldornen vorhanden.
Die trichterförmigen Blüten sind hellgelb bis hellrot und erscheinen aus jungen Areolen. Sie sind 3 bis 4 Zentimeter lang und weisen einen ebensolchen Durchmesser auf. Ihr Perikarpell und die Blütenröhre sind mit weißlicher Wolle besetzt. Die verlängerten Früchte sind bis zu 3 Zentimeter lang öffnen sich mit einer basalen Pore.

## Verbreitung, Systematik und Gefährdung
Eriosyce odieri ist im Norden der chilenischen Region Atacama vom Morro Copiapó bis Carrizal Bajo auf küstennahen, feinen bis groben Alluvialablagerungen verbreitet.
Die Erstbeschreibung als Echinocactus odieri erfolgte 1850 durch Charles Lemaire in Joseph zu Salm-Reifferscheidt-Dycks Cacteae in horto Dyckensi cultae anno 1849. Fred Kattermann stellte die Art 1994 in die Gattung Eriosyce. Weitere nomenklatorische Synonyme sind Frailea odieri (Lem. ex Salm-Dyck) Speg. (1925), Neoporteria odieri (Lem. ex Salm-Dyck) Backeb. (1936), Chilenia odieri (Lem. ex Salm-Dyck) Backeb. (1939), Hildmannia odieri (Lem. ex Salm-Dyck) Kreuz. & Buining (1941), Neochilenia odieri (Lem.) Backeb. (1942), Chileorebutia odieri (Salm-Dyck) F.Ritter (1959) und Thelocephala odieri (Salm-Dyck) F.Ritter (1980).
In der Roten Liste gefährdeter Arten der IUCN wird die Art als „Vulnerable (VU)“, d. h. als gefährdet geführt.

## Nachweise